# Казахстан (Сиримський район)
Казахста́н (каз. Қазақстан) — село у складі Сиримського району Західноказахстанської області Казахстану. Входить до складу Талдибулацького сільського округу.
У радянські часи село називалось Аккудук.
Населення — 108 осіб (2021; 278 у 2009, 493 у 1999, 51 у 1989).